# Taktil massage
Taktil massage är en svensk massagemetod som består av en mjuk, följsam beröring. Den skiljer sig från annan massage eftersom man inte knådar och arbetar med musklerna. 
Enligt företrädarna kan den taktila massagen ge smärtlindring, avslappning och välbefinnande genom att stimulera utsöndring av hormonet oxytocin.. Forskaren Dan Larhammar har dock ifrågasatt huruvida det finns vetenskapligt stöd för att massage leder till att hormonet oxytocin frisätts. Eftersom massagemetoden är relativt ny som vårdform så finns det inte så mycket underliggande forskning på dess effekter. Dock har det på senare år startas flera forskningsprojekt för att undersöka de positiva följderna av taktil massage, varav vissa har funnit att massagen har ett inflytande på kroppens oxytocinutsöndring.
Taktil massage har använts i vården av patienter med stroke, som palliativ vård av cancersjuka, i behandlingen av ungdomar med anorexia nervosa och för kvinnor i förlossningens latensfas.

## Taktila sinnet
Det taktila sinnet, som ligger i läderhuden, utvecklas tidigt i fosterutveckling och täcker tidigt embryot långt innan andra organsystem har börjat fungera. Det taktila sinnet innehåller receptorer för beröring, värme, kyla, smärta samt tryck och vibrationer. Hjärnan, huden och nervsystemet utvecklas ur ektodermet i det embyonala stadiet. Muskler kommer från mesodermet och matspjälkning med lever och lungor ur endodermet.